# PlayStation 5
PlayStation 5 (PS5) este o consolă de jocuri video la domiciliu dezvoltată de Sony Interactive Entertainment. A fost anunțată ca succesor al PlayStation 4 în aprilie 2019 și a fost lansată pe 12 noiembrie 2020 în Australia, Japonia, Noua Zeelandă, America de Nord și Coreea de Sud. O săptămână mai târziu, pe 19 noiembrie 2020, a devenit disponibilă la nivel global. PS5 face parte din a noua generație de console de jocuri video, împreună cu consolele Xbox Series X/S de la Microsoft⁠(d), care au fost lansate în aceeași lună.
Modelul de bază include o unitate optică compatibilă cu discurile Ultra HD Blu-ray, în timp ce Ediția Digitală nu dispune de această unitate, fiind un model cu costuri reduse, destinat achiziționării de jocuri exclusiv prin descărcare. Cele două variante au fost lansate simultan. Revizii hardware mai subțiri ale ambelor modele au fost anunțate pentru a înlocui modelele originale în 2023. Un model PlayStation 5 Pro a fost lansat pe 7 noiembrie 2024, având un GPU mai rapid, ray tracing îmbunătățit și introducerea unei tehnologii de scalare bazate pe IA.
Principalele caracteristici hardware ale PlayStation 5 includ un SSD personalizat pentru streaming de date la viteze mari, care permite îmbunătățiri semnificative în performanța stocării, un GPU AMD capabil de afișare la rezoluție 4K până la 120 de cadre pe secundă, ray tracing accelerat hardware pentru iluminare și reflexii realiste, și Tempest Engine pentru efecte audio 3D accelerate hardware. Alte caracteristici includ controlerul DualSense cu feedback haptic, compatibilitate inversă cu majoritatea jocurilor de PlayStation 4 și PlayStation VR⁠(d), și căștile PlayStation VR2⁠(d).

## Istorie

### Dezvoltare

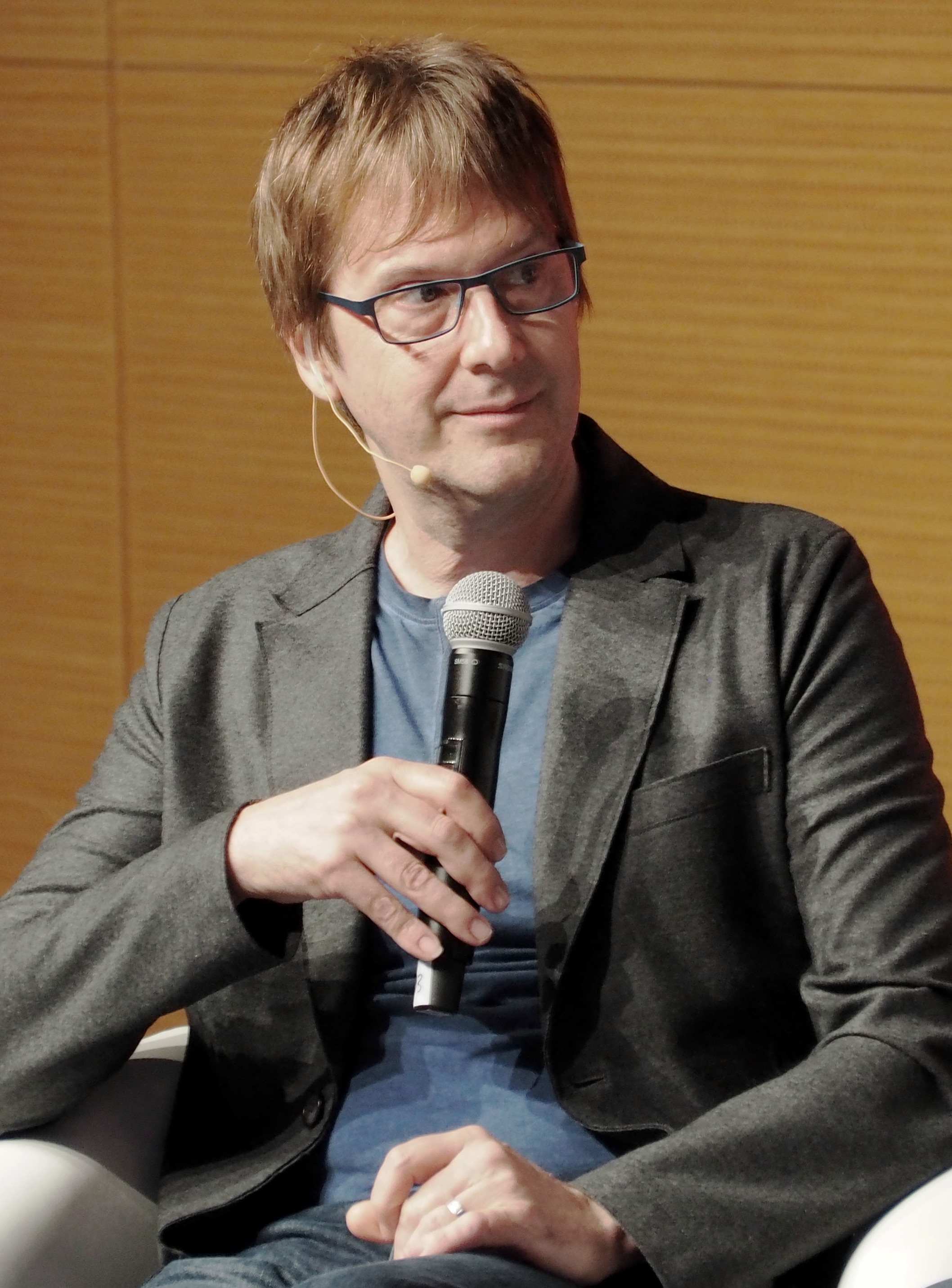
, arhitectul șef al PlayStation 5

Arhitectul șef al liniei de console PlayStation⁠(d), Mark Cerny⁠(d), a implementat un ciclu de feedback de doi ani după lansarea PlayStation 4. Acest lucru a implicat vizite regulate la dezvoltatorii de primă parte ai Sony pentru a afla ce îngrijorări aveau în legătură cu deficiențele hardware-ului actual și cum ar putea fi îmbunătățit hardware-ul în actualizările consolei sau pentru generația următoare. Acest feedback a influențat direct prioritățile echipei de dezvoltare a consolei. O provocare centrală în timpul dezvoltării PlayStation 5 a fost abordarea duratei de încărcare a jocurilor, cu mai mulți dezvoltatori, inclusiv Tim Sweeney⁠(d) de la Epic Games, afirmând că viteza standard de I/O a hard disk-urilor era un factor limitativ în dezvoltarea jocurilor. Vitezele de date lente impuneau limite asupra dimensiunii datelor încărcate în joc și asupra duplicării datelor pentru a reduce timpul de încărcare.Jim Ryan, CEO-ul Sony Interactive Entertainment, a declarat că Sony a cercetat fezabilitatea unei versiuni „la un preț redus, cu specificații reduse” a PlayStation 5, similar cu ceea ce a făcut Microsoft cu Xbox Series S, și a concluzionat că astfel de console nu se descurcă bine, devenind prea repede depășite.

### Marketing și lansare
Mark Cerny a descris pentru prima dată public noua consolă într-un interviu acordat revistei Wired în aprilie 2019. La începutul anului 2019, raportul financiar al Sony pentru trimestrul încheiat pe 31 martie 2019 a confirmat că un nou hardware de generație următoare era în dezvoltare, dar nu va fi livrat mai devreme de aprilie 2020. Într-un al doilea interviu cu Wired în octombrie 2019, Sony a spus că intenționează să lanseze consola sa de generație următoare la nivel mondial până la sfârșitul anului 2020. Specificațiile hardware actuale au fost dezvăluite în octombrie 2019. La CES 2020, Sony a dezvăluit logo-ul oficial al platformei. Specificațiile complete au fost prezentate într-o prezentare online de Cerny, publicată de Sony și Digital Foundry pe 18 martie 2020. Digital Foundry a discutat în detaliu cu Cerny și a publicat o analiză pe 2 aprilie.
O prezentare majoră a bibliotecii de jocuri a fost planificată pentru 4 iunie 2020, dar a fost amânată până pe 11 iunie din cauza protestelor cauzate de moartea lui George Floyd. Această prezentare a fost, de asemenea, premiera designului hardware extern al consolei.

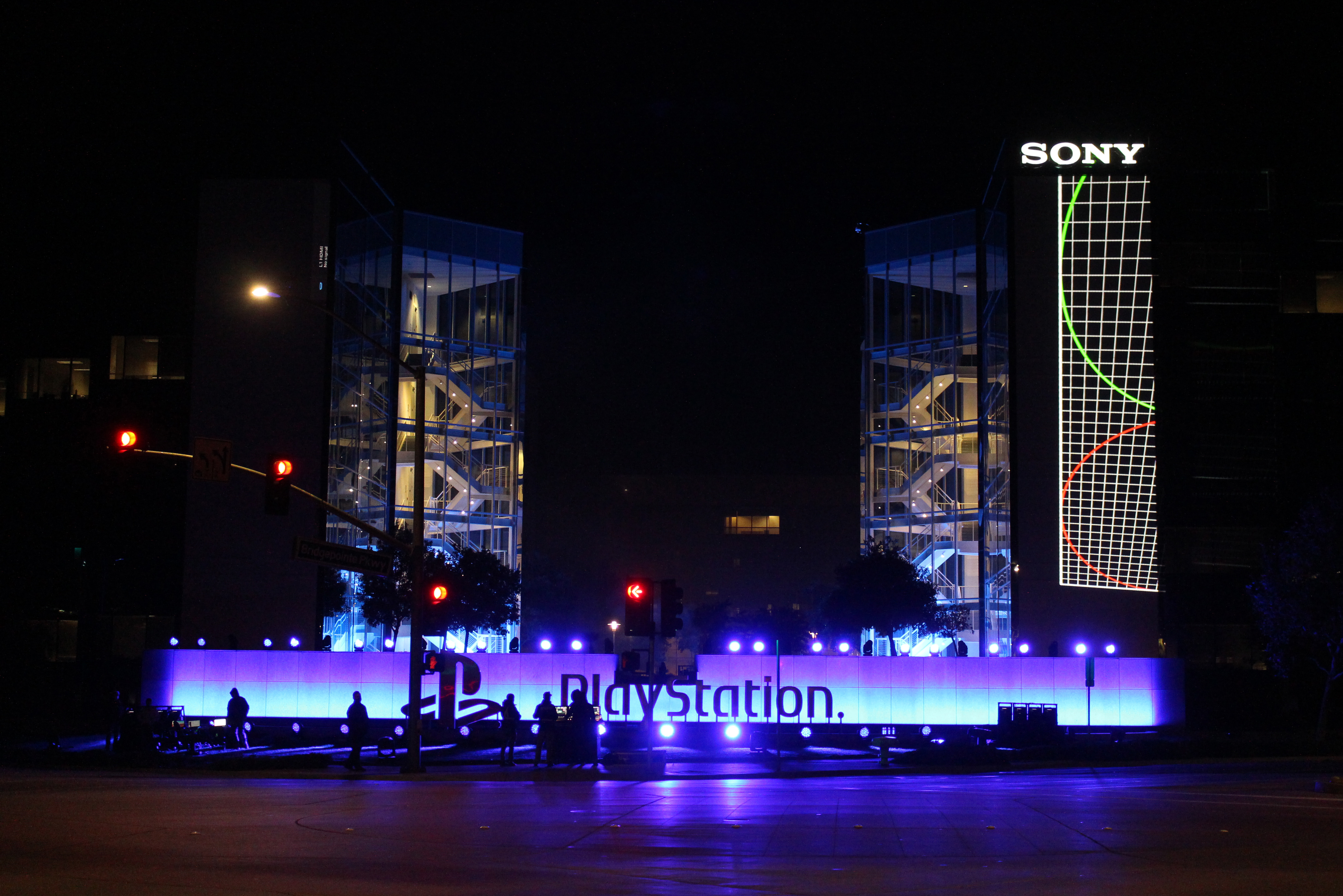
Iluminarea evenimentului fiind pregătită la sediul SIE în seara zilei de 8 noiembrie 2020; cu patru zile înainte de lansare

Sony a planificat lansarea PlayStation 5 în perioada de sărbători de sfârșit de an 2020. Data și prețul au fost confirmate ca parte a unei prezentări de showcase de jocuri pe 16 septembrie 2020; data de lansare în Australia, Japonia, Noua Zeelandă, America de Nord și Coreea de Sud a fost confirmată pentru 12 noiembrie 2020, iar pentru majoritatea restului lumii pe 19 noiembrie 2020.
Lansarea PlayStation 5 în India a fost întârziată din cauza unor probleme legate de înregistrarea mărcii comerciale; numele „PS5” a fost înregistrat temporar de o altă persoană. Disputa a fost rezolvată, iar sistemul a fost lansat pe 2 februarie 2021. Consola a fost lansată în Indonezia pe 22 ianuarie 2021 și în China pe 15 mai 2021.
Consola a fost lansată cu două modele: o versiune de bază cu o unitate optică compatibilă cu Ultra HD Blu-ray⁠(d) pentru suportul jocurilor fizice și o variantă la un preț mai mic care nu are unitatea de disc, menținând suportul pentru descărcarea digitală.
După prezentarea din 16 septembrie 2020, Sony a declarat că precomenzile pentru consolă vor fi deschise la diferiți comercianți cu amănuntul în ziua următoare. Cu toate acestea, mai mulți comercianți din Statele Unite și Regatul Unit au lansat precomenzile în acea seară, provocând o frenezie pentru precomenzi, inclusiv scalping (revânzări). Sony și-a cerut scuze pentru incident pe 19 septembrie 2020 și a promis să crească livrările de precomenzi în zilele următoare și stocul până la sfârșitul anului.
Stocul mondial al consolei a rămas scăzut din cauza unei penurii globale de cipuri din 2020 până în 2023. Sony se aștepta la un stoc redus în magazine până în 2023; compania a spus că problemele din lanțul de aprovizionare au fost rezolvate. În august 2022, Sony a anunțat o creștere a prețului de până la 20% în majoritatea piețelor sale, cu excepția SUA, invocând presiuni economice globale, inflaționiste și din lanțul de aprovizionare.

## Hardware

Imagine (die shot) a SoC-ului PlayStation 5

PlayStation 5 este alimentată de un sistem personalizat pe un cip (SoC) proiectat în colaborare de AMD și Sony. Acesta integrează un CPU AMD Zen 2⁠(d) personalizat de 7 nm⁠(d) cu opt nuclee, care funcționează la o frecvență variabilă maximă de 3,5 GHz. Zen 2 este o microarhitectură CPU cu set de instrucțiuni x86-64 de 64 de biți. GPU-ul integrat este, de asemenea, o unitate personalizată bazată pe arhitectura grafică RDNA 2 de la AMD. GPU-ul are 36 de unități de calcul, funcționând la o frecvență variabilă de până la 2,23 GHz, având o performanță teoretică maximă de 10 teraFLOPS. GPU-ul suportă ray tracing în timp real accelerat hardware, o tehnică de redare care permite iluminare și reflexii realiste. Consola utilizează noul API grafic AGC de la Sony.
PS5 dispune de 16 GB de SDRAM GDDR6, cu o lățime de bandă maximă de 448 GB/s, și integrează Bluetooth 5.1 și 802.11ax⁠(d) (Wi-Fi 6).
Atât CPU-ul, cât și GPU-ul sunt gestionate de un sistem special de boost, care încorporează tehnologia SmartShift de la AMD. Aceasta ajustează frecvența ambelor unități în funcție de activitățile curente, pentru a menține un consum de energie constant și un profil de performanță optim. De exemplu, dacă CPU-ul funcționează la o activitate mai scăzută, sistemul de boost poate reduce frecvența acestuia și crește frecvența GPU-ului.
Sistemul de răcire include un ventilator de 120 mm, cu o grosime de 45 mm, pentru admiterea aerului, și un radiator mare cu un design standard al conductei de căldură. Răcirea SoC-ului include un conductor termic din metal lichid care se află între SoC și radiator. Consola este alimentată de o sursă de 350 de wați și a fost proiectată pentru a consuma mai puțină energie decât PlayStation 4 în stările de joc suspendat.
Consola are o tehnologie audio numită Tempest Engine, care permite gestionarea a sute de surse sonore simultane, comparativ cu cele 50 disponibile pe PlayStation 4.

### Arhitectura de stocare
Stocarea internă a PlayStation 5 este un SSD personalizat de 825 GB (aproximativ 667 GB disponibili pentru utilizatori), cu o interfață pe 12 canale, care obține o viteză brută de 5,5 GB/s. Această dimensiune neobișnuită a unității s-a dovedit a fi optimă pentru calea cu 12 canale, în locul unei unități obișnuite de 512 GB sau 1 TB. Unitatea dispune de o unitate dedicată de decomprimare care suportă Zlib⁠(d) și noul protocol de compresie Oodle Kraken de la RAD Game Tools, având o viteză tipică de 8-9 GB/s. Mark Cerny, arhitectul șef al PS5, a declarat că un SSD rapid a fost principala cerință a dezvoltatorilor de jocuri, obiectivul fiind eliminarea blocajelor de intrare/ieșire (I/O) pentru a atinge un nivel eficient de performanță. 
Stocarea poate fi extinsă cu până la 8 TB printr-un SSD intern NVM Express (NVMe) M.2 și cu până la 8 TB printr-un hard disk extern sau SSD USB. La lansare, unitățile NVMe nu erau acceptate, iar consola nu pornea dacă una era instalată. Suportul beta pentru portul M.2 a fost lansat în iulie 2021, iar suportul complet a fost adăugat printr-o actualizare de sistem în septembrie 2021. SSD-ul intern nu poate fi reparat de utilizator, deoarece cipurile sale de memorie flash și controlerul sunt integrate în placa de bază a PlayStation 5. Utilizatorii au control asupra a ceea ce instalează, putând selecta, de exemplu, doar componenta multiplayer a unui joc.
Jocurile pentru PlayStation 4 pot fi mutate între SSD-ul intern și un hard disk sau SSD extern USB pentru a elibera spațiu, dar jocurile pentru PlayStation 5 trebuie să fie stocate pe SSD-ul intern sau pe unitatea externă M.2 pentru a putea fi jucate. Un patch de sistem din aprilie 2021 a permis utilizatorilor să mute jocurile pentru PlayStation 5 pe un dispozitiv de stocare extern USB, dar jocurile trebuie să rămână pe SSD-ul intern pentru a putea fi jucate.
Versiunea de bază a PlayStation 5 include o unitate optică Ultra HD Blu-ray⁠(d), care suportă discurile Blu-ray standard și DVD-uri, dar nu suportă CD-uri și nu poate reda conținut 3D Blu-ray. Alegerea Ultra HD Blu-ray ca suport pentru disc permite jocurilor PS5 să conțină până la 100 GB de date, în comparație cu discurile Blu-ray standard de 50 GB utilizate pentru jocurile PS4. De exemplu, titlul Gran Turismo 7⁠(d) pentru PS4 vine pe 2 discuri, în timp ce versiunea pentru PS5 vine pe un singur disc.

### Factorul de formă
Factorul de formă al consolei a fost dezvăluit în timpul prezentării din 11 iunie 2020. Președintele Sony, Jim Ryan, a declarat că estetica consolei este destinată să fie „transformatoare în felul în care arată, sună și se simte”. Consola are un design în două tonuri, care se potrivește cu designul controllerului DualSense, având un bloc intern negru flancat de două „aripi” albe pe părțile laterale, fiecare iluminată de LED-uri albastre. Unitatea poate funcționa atât vertical, cât și orizontal.
Consola dispune de două fante lungi de admisie a aerului pe partea din față și de fante de evacuare a căldurii pe partea din spate. „Aripile” sunt detașabile pentru acces la anumite componente interne, precum slotul de expansiune pentru SSD M.2, sursa de alimentare și unitatea optică Blu-ray. Sub panourile laterale se află două „capcane de praf” care permit utilizatorului să aspire praful acumulat de sistemul de răcire. Â
Directorul artistic senior, Yujin Morisawa, a condus designul carcasei consolei, inspirat de conceptul de „cinci dimensiuni”. A trebuit să gestioneze forma carcasei pentru a oferi suficient volum intern pentru toate componentele hardware, reducând în același timp dimensiunea fără a restricționa fluxul de aer.
Versiunea Blu-ray are dimensiuni de 390 x 260 x 104 milimetri și cântărește 4,5 kilograme, în timp ce versiunea doar pentru descărcare este ușor mai subțire, cu dimensiuni de 390 x 260 x 92 milimetri și cântărind 3,9 kilograme. Consola a fost recunoscută pentru dimensiunea sa mare în comparație cu consolele anterioare, mărimea fiind atribuită asigurării unei gestionări eficiente a răcirii și minimizării zgomotului în timpul funcționării.
Partea frontală include un port USB-C cu USB 3.1 Gen 2 și un port USB-A cu USB 2.0. Partea din spate are două porturi USB-A cu USB 3.1 Gen 2, un port HDMI 2.1, Gigabit Ethernet și alimentare.

### Controlerele DualSense și DualSense Edge
Controllerul wireless DualSense pentru PlayStation 5 a fost dezvăluit pe 7 aprilie 2020. Acesta se bazează pe designul controllerului anterior DualShock, dar include modificări inspirate din feedback-ul primit de la designerii de jocuri și jucători. Controllerul DualSense are trăgătoare adaptive cu feedback de forță prin intermediul actuatoarelor cu bobină vocală, care ajustează rezistența resimțită de jucător, simulând experiențe precum tensionarea unei săgeți într-un arc. DualSense păstrează aceeași aranjare a butoanelor ca DualShock 4, dar butonul „Share” a fost redenumit „Create”, oferind mai multe opțiuni pentru crearea și partajarea de conținut. De asemenea, a fost adăugat un nou set de microfoane integrate, permițând jucătorilor să comunice cu alții folosind doar controllerul, iar difuzorul încorporat a fost îmbunătățit. Designul are o schemă de culori în două tonuri, în principal alb, cu o față neagră, iar bara luminoasă a fost mutată pe părțile laterale ale touchpad-ului. Controllerul dispune de conectivitate USB-C, o baterie cu capacitate crescută și un jack audio. Ca un detaliu, textura controllerului este acoperită cu versiuni miniaturale ale simbolurilor PlayStation (cruce, cerc, pătrat și triunghi).
În august 2022, Sony a anunțat DualSense Edge (CFI-ZCP1), un nou controller cu capabilități suplimentare pentru PlayStation 5. Acesta are un design modular, cu module de stick-uri înlocuibile, mai multe profiluri de control și opțiunea de a remapare a intrărilor. DualSense Edge a fost lansat pe 26 ianuarie 2023 pe PlayStation Direct, devenind disponibil prin alți comercianți cu amănuntul pe 23 februarie 2023.

### Revizii hardware

#### Model standard
Sony a început livrarea unei revizii minore a hardware-ului PlayStation 5 în august 2021. Noua versiune (seria 1100) a redus dimensiunea și greutatea radiatorului, rezultând o scădere a greutății nete a sistemului cu 300 de grame, fără a afecta semnificativ performanța de răcire, conform rapoartelor Digital Foundry și Gamers Nexus. Acest design nu necesită o șurubelniță pentru suportul consolei.
În august 2022, Sony a livrat o altă revizie hardware (seria 1200) pentru ambele versiuni, standard și digital, care a folosit o reducere a die-ului SoC-ului original. Aceasta a dus la scăderea consumului de energie al SoC-ului, iar Sony a reproiectat din nou radiatorul, contribuind la o reducere suplimentară a greutății. Ediția digitală cântărește acum 3,4 kg (față de 3,9 kg la lansare), iar versiunea standard cântărește 3,9 kg (față de 4,5 kg la lansare).

#### PlayStation 5 Slim
Modelele noi, mai subțiri ale PS5 și PS5 Digital Edition, denumite colocvial PlayStation 5 Slim, au fost anunțate de Sony în octombrie 2023 pentru lansare în noiembrie 2023, înlocuind ambele versiuni originale ale sistemului. Cele două modele sunt mai mici decât PS5-ul original și au 1 TB de stocare internă. Prețul Ediției digitale fără unitate de disc a crescut cu 50 USD. Un kit pentru unitatea de disc poate fi achiziționat cu 79 USD și instalat pe Ediția digitală, făcând-o funcțional și vizual identică cu modelul standard. Spre deosebire de modelul original cu disc, unitatea de disc detașabilă a modelului slim necesită o conexiune la internet în timpul configurării inițiale.

#### PlayStation 5 Pro
PlayStation 5 Pro (PS5 Pro) a fost anunțat oficial de Sony pe 10 septembrie 2024, după zvonuri din industrie din martie 2024. Printre alte îmbunătățiri, noua consolă are un GPU cu aproximativ 45% mai rapid decât cel din PlayStation 5 existent, o tehnologie de upscaling a imaginii bazată pe învățare profundă numită PlayStation Spectral Super Resolution (PSSR) și o performanță de ray tracing de două ori mai rapidă comparativ cu PlayStation 5. Jocurile optimizate pentru Pro sunt așteptate să suporte rezoluții 4K la 60 FPS. Consola va fi livrată cu un SSD intern de 2 TB, dar nu va include o unitate optică de disc sau un suport vertical, care pot fi achiziționate separat. PS5 Pro va avea, de asemenea, suport pentru Wi-Fi 7⁠(d) și ieșire 8K. Aproximativ 50 de jocuri sunt așteptate să fie disponibile cu versiuni îmbunătățite la lansare. Modelul Pro este planificat pentru lansare globală pe 7 noiembrie 2024, la un preț de 699 USD / 699 £ / 799 €.
Prețul PS5 Pro o face una dintre cele mai scumpe console lansate, având în vedere inflația, și a doua cea mai scumpă din linia PlayStation, după prețul original al PlayStation 3. Zvonurile din industrie sugerează că studiourile interne ale Sony lucrau cu versiunea devkit a consolei Pro încă din septembrie 2023.

### Ediții pentru aniversarea a 30 de ani a brandului
Cantități limitate de PS5 Digital Edition și PS5 Pro, cu carcase gri și branding special, vor fi disponibile pe 21 noiembrie 2024, pentru a sărbători cea de-a 30-a aniversare a brandului. De asemenea, vor fi disponibile controlere PlayStation DualSense, DualSense Edge și PlayStation Portal cu branding similar.

### Accesorii suplimentare
Accesoriile includ o stație de încărcare pentru DualSense, o cameră HD nouă și o telecomandă media. Căștile wireless Pulse 3D sunt integrate cu tehnologia audio 3D Tempest Engine a PS5.
PS5 este compatibil cu majoritatea controlerelor și accesoriilor existente PS4 pentru jocurile PS4, unele cu funcționalitate limitată. Perifericele Rock Band sunt suportate încă din Rock Band 2. Jocurile PS5 pot utiliza PlayStation Move existent, PlayStation Camera, PlayStation VR⁠(d) Aim Controller, căști oficial licențiate și controlere de specialitate cu licențe oficiale, cum ar fi manetele de zbor și volanele.

#### PlayStation VR2
Sony a anunțat PlayStation VR2 pentru PlayStation 5 în ianuarie 2022. Succesor al PlayStation VR⁠(d), dispozitivul constă dintr-o cască care dispune de două panouri OLED capabile de rezoluție 4K, HDR și rate de refresh de 90/120 Hz. Include, de asemenea, două controlere Sense care au 14 LED-uri IR integrate pentru urmărire, feedback haptic și trăgătoare adaptive, similare cu controllerul DualSense. Căștile dispun de urmărirea ochilor pentru randare foveated și funcții în joc în anumite titluri. Spre deosebire de predecesorul său, nu necesită camere externe pentru urmărirea poziției; în schimb, folosește patru camere integrate în cască pentru a urmări poziția acesteia și a controlerelor, conectându-se prin cablul USB-C al căștii la consolă.
Căștile au fost lansate pe 22 februarie 2023, la prețul de 549,99 USD în Statele Unite, 599,99 € în UE și 529,99 £ în Regatul Unit. Jocuri disponibile pentru PS VR2 la lansare au inclus Horizon Call of the Mountain⁠(d), Gran Turismo 7⁠(d) și Resident Evil Village. Căștile PS VR2 nu sunt compatibile cu jocurile lansate pentru generația anterioară PS VR, ecesitând ca dezvoltatorii să-și actualizeze jocurile. PS VR2 a primit recenzii pozitive.

## Software de sistem
Interfața utilizatorului PlayStation 5 este descrisă de Sony ca fiind „accesibilă și informativă”, oferind actualizări despre activitățile prietenilor, opțiuni multiplayer disponibile și misiuni și recompense pentru jocurile pentru un singur jucător. Mark Cerny, arhitectul consolei, a declarat că „nu dorim ca jucătorul să fie nevoit să pornească jocul, să vadă ce e nou, să pornească din nou jocul”, astfel că toate aceste opțiuni sunt „vizibile în UI” (interfața utilizatorului). Matt MacLaurin, vicepreședinte pentru design UX la PlayStation, a descris interfața reproiectată ca o „evoluție foarte interesantă a OS-ului” și o „revizuire completă a UI-ului PS4”, incluzând concepte noi și diferite.
Eurogamer a subliniat că interfața a fost concepută pentru a fi reactivă, îmbunătățind accesibilitatea, claritatea și simplitatea. Aceasta este redată în rezoluție 4K și cu o gamă dinamică înaltă. Utilizatorii sunt întâmpinați cu o animație stilistică de pornire și un nou ecran de conectare. Conceptele și motivele centrale introduse pe PS4 au fost reproiectate în noua interfață a ecranului de start. Partea de sus a ecranului conține un rând de aplicații și două tab-uri superioare pentru a comuta între afișarea jocurilor sau aplicațiilor media. Selectarea unui joc dezvăluie activități individuale, cum ar fi un anumit nivel sau un mod multiplayer. PlayStation Store nu mai este o aplicație autonomă și este acum complet integrat în interfața ecranului de start.
Cea mai semnificativă diferență față de interfața PS4 este introducerea Centrului de Control, accesat din partea de jos a ecranului prin apăsarea butonului PS. Centrul de Control este împărțit în două secțiuni. Partea superioară este un rând de carduri care sugerează acțiuni bazate pe jocul curent sau pe acțiuni recente, cum ar fi un chat de grup. Cardurile legate de jocuri pot prezenta informații despre progresul în joc, cum ar fi un raport de progres pentru finalizarea misiunilor specifice sau lista provocărilor din joc, cu opțiunea de a sări direct la acestea. Abonații PlayStation Plus⁠(d) văd carduri de activitate în jocuri cu indicii, sfaturi, capturi de ecran sau videoclipuri care detaliază cum să finalizeze activitatea. Elementele de sistem pot oferi jucătorului opțiuni precum informații despre vânzările din PlayStation Store sau capturi de ecran recente realizate de utilizator pentru a fi partajate. Aceste caracteristici sunt disponibile pentru jocurile PS5 sau pentru jocurile PS4 actualizate. Partea inferioară a Centrului de Control conține un rând orizontal personalizabil de pictograme, inclusiv notificări, actualizări de stare, lista de prieteni și setările sistemului. Conform materialelor interne revizuite de Vice, strategia din spatele acestei interfețe centrate pe „activități” a fost de a ajuta jucătorii să se angajeze în timp pentru jocuri, în special jocuri video pentru un singur jucător, pe care Sony le considera că prosperă în mediul consolelor PlayStation. Sony a recunoscut că, în prezent, mulți jucători nu au suficient timp să se angajeze în jocuri, așa că noțiunea de carduri de activitate a fost folosită pentru a ajuta jucătorii să aibă o idee despre ce activități pot face într-un joc și cât timp ar dura, astfel încât să poată integra acea activitate în programul lor.
PlayStation 5 suportă mai multe servicii de streaming, cum ar fi Netflix și YouTube, cu suport pentru altele sugerate pentru viitor. Serviciul Sony Pictures Core⁠(d) a fost lansat pe sistem în 2023. Sistemul includea suport pentru PlayStation Now⁠(d), serviciul de jocuri cloud bazat pe abonament al Sony, în vremea în care acesta era disponibil. Aplicația Remote Play, disponibilă pe PlayStation 4, Windows, iOS și dispozitive Android, a fost actualizată înainte de lansarea PlayStation 5 pentru a permite utilizatorilor să joace de la distanță jocurile lor PlayStation 5 pe aceste dispozitive printr-o rețea locală.

### Actualizări de software
În aprilie 2021, Sony a lansat o nouă actualizare software care permite utilizatorilor să transfere jocurile PS5 descărcate pe un hard disk extern USB. Sony a anunțat un program beta pentru software-ul sistemului PlayStation 5 în iunie 2021, similar cu programul Xbox Insider⁠(d), în care utilizatorii înscriși pot primi versiuni timpurii ale actualizărilor planificate pentru software-ul consolei pentru testare înainte de lansare. Una dintre primele caracteristici majore oferite în acest program a fost suportul pentru extinderea stocării interne prin portul M.2, adăugat în calea software-ului beta în iulie 2021.
În septembrie 2021, Sony a lansat o nouă actualizare software care oferă suport pentru un nou tracker de trofee, personalizarea Centrului de Control, suport audio 3D pentru difuzoarele TV integrate, extinderea SSD-ului intern și mai multe îmbunătățiri UX. Sony a introdus Game Trials în octombrie 2021, începând cu o lansare limitată pentru utilizatorii din Regatul Unit pentru Death Stranding: Director's Cut și Sackboy: A Big Adventure. Utilizatorii au acces la descărcarea și jocul versiunii complete a jocului pentru o perioadă fixă de timp prin aceste Game Trials, după care vor fi obligați să cumpere jocul pentru a continua să joace.
În martie 2022, Sony a lansat actualizarea software 5.00, care adaugă mai multe îmbunătățiri pentru accesibilitate, inclusiv un cititor de ecran îmbunătățit cu suport pentru caracteristici precum audio mono, citirea notificărilor cu voce tare, suport suplimentar pentru limbi și capacitatea de a arăta o bifă pe setările activate. Suportul pentru comenzi vocale a fost, de asemenea, introdus în această actualizare pentru utilizatorii din Statele Unite și Regatul Unit, permițând utilizatorilor să controleze PlayStation 5 spunând „Hey, PlayStation” și apoi o comandă aleasă. Suportul pentru limba ucraineană a fost, de asemenea, adăugat, iar Game Base a fost îmbunătățit cu posibilitatea de a vizualiza toți prietenii într-un nou tab „Prieteni”, de a refuza mai ușor cererile de prietenie și alte îmbunătățiri și actualizări. Au fost, de asemenea, realizate diverse îmbunătățiri la trofee, conturi pentru copii, ecranul de start și alte caracteristici.
Pe 8 martie 2023, Sony a lansat actualizarea software 7.00, care a inclus suport VRR pentru rezoluția 1440p, capacitatea de a transfera date între consolele PS5, suport pentru chat vocal pe Discord și suport pentru utilizarea vocii pentru a salva videoclipuri cu gameplay (la lansare, aceasta fiind disponibilă doar în engleză pentru SUA și Regatul Unit).
Pe 13 septembrie 2023, Sony a lansat actualizarea software 8.00, care a inclus suport pentru Dolby Atmos, posibilitatea de a utiliza un SSD M.2 cu o capacitate maximă de 8 TB (de la limita anterioară de 4 TB) și capacitatea de a opri sunetul de pornire.
Pe 13 martie 2024, Sony a lansat actualizarea software 9.00, care a inclus capacitatea de a ajusta luminozitatea indicatorului de putere al PS5, noi caracteristici în Partide și Share Screen, și îmbunătățiri ale calității intrării microfonului controlerelor wireless DualSense și DualSense Edge cu un nou model bazat pe învățare automată.
Pe 12 septembrie 2024, Sony a lansat actualizarea software 10.00, care a adăugat un hub de bun venit, Partajare în grup, profile audio 3D personalizate, încărcarea adaptivă a controlerului și suport pentru activarea jocului la distanță pentru utilizatori individuali.

## Jocuri
Fiecare consolă PlayStation 5 vine preinstalată cu Astro's Playroom⁠(d), un joc conceput pentru a demonstra caracteristicile controllerului DualSense. Jocurile nu sunt blocate pe regiuni, astfel că jocurile achiziționate într-o regiune pot fi jucate pe console din toate regiunile.
Sony a anunțat că va susține simultan comunitatea PlayStation 4 și va îmbrățișa PlayStation 5 ca pe o avansare tehnologică majoră. Într-un interviu cu GamesIndustry.biz⁠(d), Jim Ryan a declarat: „Am spus întotdeauna că credem în generații. Credem că, atunci când te deranjezi atât de mult să creezi o consolă de generație următoare, aceasta ar trebui să includă caracteristici și beneficii pe care generația anterioară nu le are. Și că, din punctul nostru de vedere, oamenii ar trebui să dezvolte jocuri care să valorifice la maximum aceste caracteristici.” Discutând despre capabilitățile controllerului DualSense, managerul general Eric Lempel a afirmat că Sony „vrea să evolueze fiecare parte a experienței”, dar pentru ca acest lucru să se întâmple „nu putem lua pe toată lumea cu noi de pe consolele anterioare în [o experiență de generație următoare]. Ai nevoie de hardware nou, ai nevoie de dispozitive noi pentru a experimenta ceea ce acești dezvoltatori doresc să-ți ofere.” Ratchet & Clank: Rift Apart⁠(d) a fost evidențiat ca un joc de generație următoare care nu ar fi tehnic posibil pe hardware-ul mai vechi. Lempel l-a asigurat pe Keighley că interesul pentru PlayStation 4 nu se va încheia brusc, având mai multe de oferit.
Definiția lui Sony pentru console ca generații distincte a fost interpretată pe scară largă ca o schimbare ce definește era jocurilor exclusive pentru PS5, care valorifică capabilitățile consolei, în loc să lanseze jocuri intergeneraționale care să funcționeze pe ambele console PlayStation. Jim Ryan a spus că nu ar trebui să existe dezamăgiri, deoarece versiunile PS5 profită de setul avansat de caracteristici ale consolei și inițial s-a planificat ca versiunile PS4 să poată fi actualizate gratuit. Câteva jocuri mari, cum ar fi Horizon Forbidden West⁠(d), sunt dezvoltate ca lansări simultane pentru PS5 și PS4, iar Sony sprijină orice editor care dorește să ofere versiuni îmbunătățite ale jocurilor PS4 fără costuri suplimentare. Cu toate acestea, în mai 2021, Sony a anunțat o schimbare majoră în această abordare, cu jocurile anterioare exclusiv pentru PS5, Gran Turismo 7 și God of War Ragnarök⁠(d), acum planificate atât ca jocuri PS5, cât și PS4. Jurnaliștii de jocuri au crezut că aceasta a fost un factor legat de efectul penuriei globale de semiconductori cauzate de pandemia COVID-19 asupra disponibilității PlayStation 5. Sony a planificat inițial să perceapă taxe utilizatorilor PS4 pentru a trece la versiunea PS5 a Horizon Forbidden West, dar după feedback negativ din partea consumatorilor (care au subliniat că Sony a menționat anterior că Horizon Forbidden West va avea o actualizare gratuită), a declarat că această actualizare va fi gratuită, dar toate viitoarele actualizări de la PS4 la PS5 pentru jocurile sale de primă parte vor avea un cost, întorcându-se de la planurile lor anterioare.
Eurogamer a raportat că programul de certificare al Sony, începând cu mai 2020, a cerut ca jocurile PS4, trimise pentru certificare după 13 iulie 2020, să fie compatibile nativ cu PlayStation 5.

### Compatibilitate inversă
Potrivit lui Hideaki Nishino, vicepreședintele senior al Sony pentru Planificarea și Managementul Platformei, PS5 este proiectat să fie compatibil înapoi cu mai mult de „99%” din biblioteca de jocuri de peste 4.000 de titluri PS4, jucabile din prima zi. Consola este compatibilă cu PlayStation VR⁠(d). Datorită SSD-ului de mare viteză al PS5 și a puterii de procesare crescute, multe jocuri PS4 beneficiază de timpi de încărcare îmbunătățiți sau viteze de gameplay „astfel încât să poată beneficia de rate de cadre mai mari sau mai stabile și, potențial, de rezoluții mai mari”. Jucătorii pot sincroniza fișierele salvate prin stocare în cloud sau le pot transfera folosind un dispozitiv de stocare USB, astfel încât să nu piardă progresul. Compatibilitatea înapoi este activată parțial de similaritatea arhitecturii hardware, cum ar fi „logica suplimentară” din GPU-ul RDNA 2 care asigură compatibilitatea cu GPU-ul bazat pe GCN al PS4. Mark Cerny a explicat într-o prezentare din martie 2020 și ulterior într-un interviu cu Digital Foundry cum sincronizarea ceasului CPU a necesitat o atenție deosebită; deși CPU-ul Zen 2 are un set de instrucțiuni pentru a gestiona CPU-ul Jaguar de la PS4, timpii lor pot fi foarte diferiți, așa că Sony a colaborat strâns cu AMD atunci când a dezvoltat CPU-ul Zen 2 pentru a se potrivi mai bine cu timpii Jaguar. Compatibilitatea înapoi a PS5 poate prezenta erori cu unele jocuri PS4 și nu include generații anterioare. Cu toate acestea, unele jocuri mai vechi de pe consolele PlayStation sunt disponibile prin serviciul de streaming de jocuri PlayStation Plus⁠(d), care este disponibil pentru PlayStation 5. Meniul Share al PlayStation 4 nu poate fi afișat, dar meniul Create al PS5 poate fi utilizat pentru a captura capturi de ecran sau videoclipuri.
Toate versiunile descărcabile compatibile ale jocurilor PS4 sunt vizibile în biblioteca de pe PS5 și disponibile pentru descărcare. Jocurile pot fi de asemenea copiate prin hard disk USB sau Wi-Fi. Datele salvate pot fi copiate în același mod sau prin stocarea în cloud. Pe 9 octombrie 2020, Sony a publicat o listă cu zece jocuri PS4 identificate ca fiind incompatibile cu PS5; lista s-a scurtat de atunci, deoarece unii dezvoltatori au lansat actualizări de compatibilitate pentru jocuri anterior incompatibile. La 16 decembrie 2021, site-ul oficial PlayStation arăta șase jocuri PS4 care rămân incompatibile cu PS5: Afro Samurai 2: Revenge of Kuma Volume One⁠(d), Hitman Go: Definitive Edition⁠(d), Just Deal With It!, Robinson: The Journey, Shadwen⁠(d) și We Sing.

## Recepție
PlayStation 5 a fost în general bine primit la lansare, primind multe laude pentru feedbackul haptic îmbunătățit și triggerii adaptați ai controllerului DualSense. Astro's Playroom⁠(d), care vine preinstalat pe fiecare PS5 și este conceput pentru a demonstra caracteristicile controllerului, a fost lăudat, Laptop Mag numindu-l „decepționant de drăguț”. Lista de jocuri exclusive, inclusiv Spider-Man: Miles Morales și Demon's Souls⁠(d), a fost foarte apreciată, deși unii recenzori, cum ar fi TechRadar⁠(d), au spus că ar fi trebuit să existe mai multe jocuri de lansare. Interfața utilizatorului consolei a fost în general lăudată pentru că este rapidă și ușor de navigat.
Mulți recenzori au considerat designul consolei polarizant. CNET a descris schema de culori alb-negru ca fiind „clar menită să fie o piesă de conversație sculpturală”. Dimensiunea mare a fost criticată de Tom's Guide ca fiind „inelegantă”, și de alții ca fiind frustrantă în integrarea sa într-un centru de divertisment acasă. Mulți au recunoscut de asemenea că dimensiunea îmbunătățește răcirea și reduce zgomotul funcționării sale. Spațiul relativ mic de 667 GB disponibil pe SSD a fost criticat.
Recenziile mai tehnice, cum ar fi cele de la Digital Foundry, au observat că caracteristici precum rata de reîmprospătare variabilă și modul de ieșire video 8K anunțat nu erau prezente la lansare. Au lăudat ray tracing-ul, viteza SSD-ului și capabilitățile de ieșire la 120 Hz.

### Vânzări
PlayStation 5, la fel ca Xbox Series X/S, a fost în oferta limitată imediat după lansare, și până în 2021, din cauza unei penurii globale de semiconductori, combinată cu cererea crescută pentru console de jocuri din cauza pandemiei COVID-19. Sony se aștepta ca oferta să rămână limitată până cel puțin în 2022. Scalperii au profitat de penurie, încercând să vândă consola pentru mii de dolari. Sony a extins programul PlayStation Direct pentru a vinde console direct consumatorilor din Europa în noiembrie 2021, pentru a ocoli scalperii.
Două săptămâni după lansare, Sony a declarat că a avut cea mai mare lansare din istoria PlayStation, depășind cele 2,1 milioane de unități vândute ale PlayStation 4 în primele sale două săptămâni în 2013. În prima săptămână de lansare a sistemului în Japonia, au fost vândute 103.901 console standard și 14.181 Digital Edition, pentru un total combinat de 118.082, făcându-l cea mai bine vândută consolă din țară pentru acea săptămână. Până în septembrie 2021, Sony a raportat vânzări de peste un milion de unități PS5 în Japonia, spre deosebire de predecesorul său, care nu a atins un milion de unități vândute până la un an după lansare. În Regatul Unit, PS5 a fost cea mai bine vândută consolă de jocuri vândută în luna noiembrie. În Spania, PS5 a vândut peste 43.000 de unități în prima săptămână de lansare.
Sony a raportat livrări totale ale PS5 în trimestrul său fiscal încheiat la 31 decembrie 2020 de 4,5 milioane de unități, numere care au fost similare cu livrările de lansare ale PS4. Livrările totale de PlayStation 5 au ajuns la 7,8 milioane până la 31 martie 2021, depășind cele 7,6 milioane de unități livrate de PS4 în primele sale două trimestre de lansare. Sony a raportat că, până la 18 iulie 2021, 10 milioane de unități PS5 au fost vândute, făcând din PS5 consola sa cu cea mai rapidă vânzare de până acum. Compania a confirmat ulterior că, până la 30 iunie 2021, livrase 10,1 milioane de console, ceea ce indică faptul că aproape fiecare consolă livrată a fost vândută imediat ce a ajuns pe piață. Livrările consolei au depășit 13,4 milioane până la 30 septembrie 2021. Compania anticipa în august că va avea suficient hardware de stoc pentru a livra mai mult de 22 milioane de unități PS5 până la sfârșitul anului fiscal 2021, în martie 2022, dar aceasta a fost revizuită la 15 milioane de unități în noiembrie. Cu toate acestea, vânzările în anul fiscal 2022 erau prognozate să crească la 22,6 milioane de unități. Bloomberg News a raportat în ianuarie 2022 că Sony continua producția de PS4 în loc să o oprească la sfârșitul anului 2021, pentru a ajuta la atenuarea penuriei de PS5 în timp ce penuria de cipuri continua. Vânzările PS5 au atins 20 milioane de unități până în mai 2022, 40 milioane de unități până în iulie 2023, și 50 milioane de unități până în decembrie 2023.